# Liste der Krater des Erdmondes/Y
| Name       | Benannt nach                      | Lage                        | Mittlerer Durchmesser (km) |
| ---------- | --------------------------------- | --------------------------- | -------------------------- |
| Yablochkov | Pawel Nikolajewitsch Jablotschkow | 60° 54′ 0″ N, 128° 18′ 0″ O | 99                         |
| Yakovkin   | Awenir Alexandrowitsch Jakowkin   | 54° 30′ 0″ S, 78° 48′ 0″ W  | 37                         |
| Yamamoto   | Yamamoto Issei                    | 58° 6′ 0″ N, 160° 54′ 0″ O  | 76                         |
| Yangelʹ    | Michail Kusmitsch Jangel          | 17° 0′ 0″ N, 4° 42′ 0″ O    | 9                          |
| Yerkes     | Charles Tyson Yerkes              | 14° 36′ 0″ N, 51° 42′ 0″ O  | 36                         |
| Yoshi      | japanischer Männername            | 24° 36′ 0″ N, 11° 0′ 0″ O   | 1                          |
| Young      | Thomas Young                      | 41° 30′ 0″ S, 50° 54′ 0″ O  | 72                         |